# Dan Veatch
Daniel Hayward "Dan" Veatch (* 18. April 1965 in Potomac, Maryland) ist ein ehemaliger US-amerikanischer Schwimmer.

## Leben
Veatch war Mitglied der Schwimmmannschaft Princeton Tigers. Bei den Schwimmweltmeisterschaften 1986 in Madrid erreichte er auf der 4×100-Meter-Lagenstrecke die Goldmedaille. Bei den Pan Pacific Swimming Championships holte er 1987 in Brisbane auf der 200-Meter-Rücken-Strecke und auf der 4×100-Meter-Lagenstrecke jeweils Gold. 1989 gewann er die Goldmedaille bei den Pan Pacific Swimming Championships in Tokio auf der 200-Meter-Rücken-Strecke. 
Veatch erreichte mit einer Zeit von 2:02,26 Minuten bei den Olympischen Sommerspielen 1988 den siebten Platz über 200 Meter Rücken. Er lebt offen homosexuell in San Francisco.

## Erfolge (Auswahl)
- 1986: Goldmedaille bei den Schwimmweltmeisterschaften auf der 4×100-Meter Lagenstrecke
- 1987: Goldmedaille bei den Pan Pacific Swimming Championships auf der 4 × 100 m Lagenstrecke
- 1987: Goldmedaille bei den Pan Pacific Swimming Championships auf der 200-Meter Rückenschwimmstrecke
- 1988: 7. Platz bei den Olympischen Sommerspielen in Seoul
- 1989: Goldmedaille bei den Pan Pacific Swimming Championships auf der 200-Meter Rückenschwimmstrecke
- 1991: Silbermedaille bei den Panamerikanischen Spiele auf der 200-Meter Rückenschwimmstrecke